# Montenegros Davis Cup-lag
Montenegros Davis Cup-lag styrs av Montenegros tennisförbund och representerar Montenegro i tennisturneringen Davis Cup, tidigare International Lawn Tennis Challenge. Montenegro debuterade i sammanhanget 2007, efter att Serbien och Montenegro upplösts.
De debuterade 2007 i Europa-Afrikazonens Grupp IV, spelade från 2008 i Grupp III och från 2009 i Grupp II.